# Whistle (chanson de Blackpink)
Singles de Blackpink
Boombayah
(2016)
Whistle (hangeul : 휘파람 ; RR : Hwi-param) est une chanson enregistrée par le girl group sud-coréen Blackpink. 
Elle sort via YG Entertainment le 8 août 2016, simultanément avec Boombayah ; les deux morceaux figurent sur le premier album du groupe intitulé Square One (2016). Une version acoustique de la chanson est également incluse dans le deuxième album single du groupe Square Two (2016). 
Whistle est écrite et produite par Teddy, Bekuh Boom et Future Bounce, collaborateurs de YG Entertainment, avec des paroles supplémentaires écrites par son collègue du label B.I d'iKon. Musicalement, la chanson se compose d'un rythme minimal de batterie et de basse sur une mélodie hip-hop « en plein essor » et « exotique » et intègre une variété d'instruments, y compris des battements de cœur et des sifflets, faisant allusion au titre du morceau.
Whistle reçoit des critiques généralement positives de la part des critiques musicaux après sa sortie, qui louent les styles musicaux et la composition de la chanson. Elle est nommée parmi les meilleures sorties de l'année par le magazine Billboard. Succès commercial, Whistle reste à la première place du Gaon Digital Chart en Corée du Sud pendant deux semaines, marquant ainsi leur premier single numéro un de leur carrière. 
Réalisé par Beomjin J de VM Project Architecture, le clip vidéo qui accompagne la chanson recueille plus de dix millions de vues dans les cinq jours suivant sa sortie et reçoit le prix du meilleur clip vidéo de l'année aux Mnet Asian Music Awards 2016. Blackpink fait ses débuts sur scène avec Whistle dans l'émission Inkigayo de SBS le 14 août 2016 et continue à promouvoir la chanson dans le programme musical tout au long des mois d'août et de septembre.

## Contexte et composition
Le 29 juin 2016, YG Entertainment confirme officiellement que Blackpink fera bientôt ses débuts en tant que groupe féminin de quatre membres, marquant le premier groupe féminin de l'agence en sept ans, depuis les débuts de 2NE1. Le 6 juillet, le groupe met en ligne sa première vidéo de pratique de danse sur sa chaîne YouTube officielle, ce qui attire l'attention du public sur le style et le concept potentiels du groupe. Le 29 juillet, YG annonce que les débuts de Blackpink auraient lieu le 8 août. Le 6 août, les morceaux Whistle, ainsi que Boombayah, sont révélés être les deux titres principaux de leur premier album single Square One. Les deux singles sortent comme prévu en même temps que l'album unique le 8 août 2016. La chanson est écrite par B.I, Teddy et Bekuh Boom, la production étant assurée par ces deux derniers et Future Bounce. Une version japonaise de la chanson est incluse dans le premier EP japonais éponyme du groupe, sorti le 29 août 2017 par YGEX.
Composé dans l'armure de si majeur, le morceau contient un tempo de 103 battements par minute et a une durée de 3:31. Stylistiquement, Whistle est décrit comme un numéro hip-hop avec un rythme rêveur et une sensation de maturité, intégrant des accroche de sifflet sur une mélodie de drum'n'bass minimale.

## Réception critique
Dès sa sortie, Whistle recueille des critiques généralement positives de la part des critiques musicaux. Jeff Benjamin de Billboard K-Town estime que Blackpink « [embrasse] les sensibilités hip-hop et les sons prêts pour les clubs avec lesquels leurs seniors ont gagné une audience internationale », faisant référence à leurs camarades de label Psy, Big Bang et 2NE1. Il déclare en outre que la chanson « rassemble le chant passionné et leur prestation hip-hop juvénile avec un minimum de drum'n'bass et un sifflet indéniable »
Brittany Spanos de Rolling Stone place Blackpink dans sa liste des « 10 nouveaux artistes que vous devez connaître : septembre 2016 », en déclarant : « [t]ous tous les tweets bas de gamme et haut de gamme, le Whistle contagieux semble parfait et fait penser à une mise à jour pop du classique, tout aussi joyeux, Whistle While You Twurk des Ying Yang Twins. ». 
Joey Nolfi d'Entertainment Weekly déclare que la chanson « fait rapidement monter la température, superposant des claquements de doigts irrésistibles, un pont saccharine, des riffs de guitare électrique, une basse mammouth et, bien sûr, des sifflets accompagnés de cloches de vache… cela ne semblerait pas totalement déplacé d'occuper une position élevée dans les charts américains. »
Dans une review de la discographie du groupe en mai 2019, Rhian Daly de NME affirme que malgré la nature plus calme du morceau, contrairement à la plupart des chansons du groupe, « cela donne au groupe la chance de commander les choses avec juste leurs voix – quelque chose qu'elles savent faire avec facilité ». 
À la suite de la sortie du premier album studio en coréen du groupe en octobre 2020, Palmer Haasch d'Insider classe Whistle comme leur troisième meilleur single au classement général, déclarant que : « Dès l'ouverture de Jisoo « Hey boy », c'est cool et confiant, cousu ensemble. avec un sifflet et des éléments de production minimalistes qui permettent à la voix des membres de transparaître ». Billboard classe Whistle comme la 6e meilleure chanson K-pop de 2016 et la 26e meilleure chanson K-pop des années 2010, écrivant qu'elle « déborde de confiance et rend le concept de 'béguin féminin' des Blackpink incroyablement nouveau ».

## Distinctions
En 2023, Whistle est devenu l’une des premières chansons de K-pop (avec DNA de BTS) à être intronisé au Temple de la renommée de la culture musicale mondiale coréenne.
| Programme   | Date              | Réf.   |
| ----------- | ----------------- | ------ |
| Inkigayo    | 21 août 2016      | [ 17 ] |
| Inkigayo    | 11 septembre 2016 | [ 18 ] |
| M Countdown | 8 septembre 2016  | [ 19 ] |

## Performances commerciales
Commercialement, Whistle connait un succès en Corée du Sud. La chanson entre directement à la 1re place du Gaon Digital Chart du 7 au 13 août 2016, ce qui en fait la première entrée numéro un du groupe dans le classement. Il vend 150 750 unités numériques et recueille 4,3 millions de flux, se classant respectivement numéro un et numéro deux dans les classements de téléchargement et de streaming,,. La semaine suivante, la chanson maintient sa position de numéro un, vendant 124 500 unités numériques supplémentaires et reçoit 5 millions de streams, et se classe pour la première fois au sommet du classement streaming,. À la fin du mois, la chanson devient le single le plus vendu et le plus écouté du mois d'août, avec 413 000 unités numériques vendues et 17 000 000 de streams,. 
Sur le Gaon Digital Chart de fin d'année, Whistle est nommée 36e chanson la plus vendue de l'année, accumulant un total de 991 628 ventes numériques. En prenant en compte les ventes numériques, le streaming et les ventes de musique de fond, la chanson est classée 32e chanson la plus performante de 2016,. Selon la Korea Music Content Association (KMCA), Whistle dépasse les 2 500 000 ventes numériques en 2019 et les 100 000 000 de flux en 2021. Aux États-Unis, Whistle entre à la 2e place du classement Billboard World Digital Songs. Les deux chansons du single Square One déplacent environ 6 000 unités numériques chacune, Boombayah se vendant un peu mieux. Au cours de sa deuxième semaine sur le classement, Whistle se place à la 3e place.

## Clip vidéo et promotion
Le clip de Whistle est réalisé par Beomjin J de VM Project Architecture et est diffusé sur la chaîne YouTube officielle de Blackpink le 8 août 2016,. Il dépasse les dix millions de vues en cinq jours. Une vidéo de pratique chorégraphique pour Whistle sort le 18 août 2016. Au 20 juin 2020, la vidéo dépasse les 500 millions de vues. Le clip est récompensé du prix du meilleur clip de l'année aux Mnet Asian Music Awards 2016.
Blackpink commence à apparaître dans les programmes musicaux télévisés de Corée du Sud avec la diffusion du Inkigayo le 14 août 2016, où elles reçoivent leur premier trophée pour Whistle une semaine plus tard, devenant ainsi le groupe de filles à réaliser cet exploit le plus rapidement.

## Crédits et personnel
Crédits adaptés de Melon and Korea Music Copyright Association (KOMCA),
- Blackpink – chant principal
- Teddy Park – compositeur, parolier, arrangeur
- Boum Bekuh – compositeur, parolier
- Future Bounce – compositeur, arrangeur
- B.I – parolier

## Classements
| Classement (2016)                  | Meilelure position |
| ---------------------------------- | ------------------ |
| Finlande (Suomen virallinen lista) | 24                 |
| Corée du Sud (Gaon Digital Chart)  | 1                  |
| US World Digital Songs (Billboard) | 2                  |

| Classement (2016)   | Meilleure position |
| ------------------- | ------------------ |
| Corée du Sud (Gaon) | 88                 |

| Classement (2016)   | Meilleure position |
| ------------------- | ------------------ |
| Corée du Sud (Gaon) | 1                  |

| Classement (2016)                  | Position |
| ---------------------------------- | -------- |
| Corée du Sud (Gaon)                | 32       |
| US World Digital Songs (Billboard) | 15       |

## Historique des versions
| Région | Date        | Format                     | Étiquette | Ref.   |
| ------ | ----------- | -------------------------- | --------- | ------ |
| Divers | 8 août 2016 | téléchargement / streaming | YG        | [ 37 ] |